# ФК Виторул
ФК „Виторул“ (Кюстенджа) (на румънски: FC Viitorul Constanța) е футболен клуб от град  Кюстенджа, Румъния, последно играл в Лига I.
Основан е през 2009 г. по инициатива на Георге Хаджи, който е собственик и старши треньор на отбора. Клубът е известен с детско-юношеската си школа, от която тръгват много таланти на румънския футбол. През 2017 г. Виторул става шампион на Румъния за първи път в историята си.
Отборът играе мачовете си на стадион Виторул в град Овидиу, на няколко километра от Кюстенджа.
През юни 2021 г. собственикът Георге Хаджи, президента Георге Попеску и собственикът на Фарул Констанца Чиприан Марика обявяват на пресконференция, че двата отбора са се обединили; Следователно клубът от втора дивизия Фарул Констанца заема мястото на Виторул в Лига I за сезон 2021/22.

## История
През лятото на 2009 г. Виторул взема лиценза на ЧСО Овидиу и стартира първия си сезон в Лига III. Отборът стартира силно и си осигурява промоция за Лига II няколко кръга преди края на сезона. Под ръководството на Каталин Ангел тимът печели промоция за Лига I след второ място във втория ешелон през сезон 2010/11.
През първия си сезон в Лига I, Виторул среща трудности и през по-голямата част от шампионата се бори за оцеляване. Тимът завършва на 13-а позиция, но записва престижни победи срещу грандовете Стяуа (5:2) и Динамо (Букурещ) (3:2). След незадоволителните резултати треньор става Богдан Винтия, който ръководи тима през сезон 2013/14. От октомври 2014 г. начело на тима е Георге Хаджи.
През 2016 г. Виторул за първи път се класира за Евротурнирите. Тимът обаче отпада в третия квалификационен кръг на Лига Европа след загуба от Гент.
През сезон 2016/17 Виторул става шампион на Румъния и получава място в третия квалификационен кръг на Шампионска лига. Съставът на шампионския тим е от местни футболисти, като единственият чужденец в тима този сезон е французинът Кевин Боли.
През 2020/21 двата клуба от Констанца се обединяват във „Фарул“ (който е завършил на 6-то място във Втора лига), и заема мястото на „Вииторул“ в Първа лига.

## Школа
Футболната академия „Георге Хаджи“ е създадена през 2009 г., като в нея са инвестирани 11 млн. евро. В академията тренират над 300 футболисти. Школата е смятана за една от най-добрите на Балканите. През 2015 г. Академия Хаджи участва на турнира купа „Пушкаш“ и заема 3-то място, след отборите на Хонвед и школата на Реал Мадрид Ла Фабрика. Школата развива проекта „Следващите 11“, чиято цел е до 2020 г. талантите да станат гръбнак на румънския национален отбор.

## Срещи с български отбори
„Виторул“ се е срещал с български отбори в контролни срещи.

### „Лудогорец“
С „Лудогорец“ се е срещал един път на 15 ноември 2018 г. в Разград като срещата завършва 2 – 0 за „Виторул“ .

## Успехи
- Лига I
  -  Шампион (1): 2016/17
    -  Трето място (1): 2018/19

- Лига II
  -  Шампион (1): 2011/12 (серия А)

- Лига III
  -  Шампион (1): 2009/10

- Купа на Румъния
  -  Носител (1): 2018/19

- Суперкупа на Румъния
  -  Носител (1): 2019
  -  Финалист (1): 2017